# Iglesia parroquial de Aincioa
La Iglesia parroquial de Aincioa, conocida también como iglesia San Esteban de Aincioa, Erro, valle de Merindad de Sangüesa, Navarra es un edificio medieval protogótico de principios del siglo XIII, que ha sufrido una serie de reformas sobre todo en el siglo XVI.
España, para la ampliación como patrimonio de la  humanidad de «Caminos de Santiago de Compostela: Camino francés y Caminos del Norte de España» (n.º ref. 669bis) mandó a la UNESCO como documentación un voluminoso dossier, «Inventario Retrospectivo - Elementos Asociados» (Retrospective Inventory - Associated Components) en el que se detallan 1912 elementos que tienen el carácter de bienes asociados con el Camino, no de elementos inscritos. En ese catálogo figura esta iglesia.

## Descripción
La iglesia es de planta de nave única con dos tramos desiguales (el tramo del coro presenta a los pies de la nave una cubierta con bóveda de medio punto; los otros dos tramos, que se encuentran separados por fajones; presentan cubierta con bóveda de crucería del siglo XVI) y cabecera recta (en la que, en el lado del Evangelio puede verse un nicho-hornacina de arco de medio punto, el cual se puede ver un retablo del Sagrado Corazón fechado en 1929 y construido siguiendo el estilo neogótico), en cuya muro frontal trasero se encuentra adosada la sacristía, la cual presenta una bóveda vaída, y en cuyo interior puede contemplarse una cruz parroquial de plata con parte sobredorada datada del siglo XVII de estilo barroco. El coro, que tiene cubierta en bóveda estrellada de nervios mixtilíneos en el sotocoro, tiene un arco escarzano en la embocadura.  Los muros interiores se encuentran enlucidos.
En el presbiterio se levanta un retablo mayor de estilo barroco de la primera mitad del siglo XVII con imaginería moderna. En el tramo central del lado del Evangelio se encuentra un Cristo Crucificado de estilo barroco popular, del siglo XVII, que conserva gran parte de su policromía primitiva.
Por su parte los muros exteriores son de sillarejo en la nave con recrecimientos del siglo XVI y un tejaroz que protege la puerta que presenta dos arquivoltas lisas apuntadas de aristas ochavadas.
La torre se ubica siguiendo la tipología medieval, sobre el tramo de los pies de la nave.